# 雙虎奇緣
《雙虎奇緣》（法語：Deux Frères）是2004年在法国、英国上映的电影。由让·雅克·阿诺导演，讲述两只小老虎分开又团聚的故事。

## 情节
该电影情节设定于1920年法属印度支那。当一座古老的寺庙被艾丹·麦克罗里（盖·皮尔斯饰）破坏，以偷贩其中的古代雕像后，两只尚还是幼崽的老虎不得不分道扬镳。
在两只虎崽正在玩耍时，其中的一只（后来被命名为桑哈）遇上了一只小麝猫。桑哈将其追回了洞，然而小麝猫的母亲在此时出现，把桑哈赶上了树。此时，另一只虎崽（后来被命名为库玛）跑过来，把母麝猫赶走了。突然枪响传来，母虎闻声便过来保护幼崽。她叼起桑哈跑到了安全地带。库玛想跟却没法跟上，于是落在了后面。尽管幼崽的父亲出现，但人们已经赶上了它们，它被麦克罗里开枪射死。
麦克罗里是一个探险家，王牌猎人和寺庙掠夺者。他发现了库玛并待其为友，将最喜欢的蜜糖喂给它，却因涉嫌偷窃古老的寺庙而被捕，库玛落入了麦克罗里所在柬埔寨村庄的首领之手。首领将库玛卖给了一个马戏团。在那里，他将成为引人注目的明星。
桑哈与他的母亲仍在丛林里，但都很快被麦克罗里抓住，作为一位自负的高棉王子的猎物。母虎被以为已被王子射死，却在人们接近它时一跃而起——原来只是耳朵被射穿。桑哈被法国总督的儿子劳尔发现，并成为了他的宠物。不过，劳尔母亲的狗Bittsi——一只舒柏奇犬——却一直是这只虎崽的对手。
残酷的马戏团领班泽比诺训练库玛表演，比如跳过燃烧的火圈。与此同时，桑哈与劳尔和平地生活在一起。但好景不长，在一次长时间的追逐后，他终于被Bittsi逼到了墙角。出于自卫，库玛攻击了Bittsi。虽未将其杀死，却也重伤了它。这个事件引起了劳尔家庭歇斯底里般的反应。他的母亲尤为如此，坚持认为桑哈已经“尝到了血的滋味”，并赶走了他。于是，他成为了王子宫廷兽园中的一员，并在那里很快获得了凶猛野兽的声誉。现在，桑哈和库玛离对方很近了。
王子决定举行一次盛宴，而两只巨大野兽——即这对老虎兄弟——之间的一次恶斗将是核心。在盛宴期间，兽笼中正在观众面前的两兄弟并没有立即认出对方，而马戏团的库玛害怕打斗。然而，当兄弟俩终于认出对方后，打斗变成了玩耍。观众喜欢这样，但驯兽员却不这样想。他试图让两只老虎回到打斗中，但当他他打开笼子准备开枪时，两只老虎趁机逃了出来，并将驯兽员和观众们吓进了笼子。
两只老虎逃走了，但由于认为未学会捕猎的虎终会吃人，麦克罗里下决心追捕他们。他设下火墙准备诱杀兄弟俩，但在受过钻火圈训练的库玛向桑哈展示如何穿越火焰后，桑哈最终战胜了野兽怕火的天性，随库玛一同逃脱。劳尔发现了已回到丛林中的桑哈，并告诉他要永远呆在丛林。此时，潜伏在一旁的麦克罗里正瞄准桑哈准备射击，却发现库玛正在其身旁注视着他。麦克罗里将枪放低，库玛便向他讨糖吃。麦克罗里最终将枪扔到一边，并发誓永远不会再捕猎。
这两兄弟回到了他们丛林中的寺庙家，并遇见了他们的母亲（这可以通过她耳朵上的孔确定）。在演职员名单之前，一些拯救虎（作为一个物种）的文字被展示。

## 演员名单
| 演員                 | 角色               |
| -------------------- | ------------------ |
| 艾丹·麦克罗里        | 盖·皮尔斯          |
| 拉乌尔·诺曼丁        | 弗雷迪·海默        |
| 法国总督 尤金·诺曼丁 | 让-克劳德·德雷福斯 |
| 先生阁下             | Oanh Nguyen        |
| 泽尔比诺             | 文森特·斯卡利托    |
| 萨拉丁               | Moussa Maaskri     |
| Naï-Rea              | Maï Anh Le         |
| 诺曼丁夫人           | 菲律宾·勒罗伊比利  |
| 库玛                 | 他自己             |
| 桑哈                 | 他自己             |
| 虎妈妈               | 她自己             |
| 虎爸爸               | 他自己             |

## 制作
大约30只老虎参与电影拍摄，它们大部分来自法国，其余来自泰国。

## 发行
该电影在首轮周末公演（6月25-27日）中获得了6,144,160美元的票房。截至2004年9月9日，该片全球总票房为62,172,050美元。
在烂番茄网站上，该片获得78％的好评度。